# Valstasjöns naturreservat
Valstasjöns naturreservat är ett kommunalt naturreservat i Hallstahammars kommun i Västmanlands län.
Området är naturskyddat sedan 2020 och är 74 hektar stort. Reservatet ligger strax öster om Hallstahammar och består av lövskogar med inslag av grövre ädellövträd, skogar blandat av barr- och lövträd och rena granskogar med Valstasjön i söder.